# 부여사
부여사(扶餘絲)는 백제의 왕족으로, 부여풍의 아들이다. 휘는 사(絲)이다. 660년 조부 의자왕이 당나라로 끌려가고 부여풍이 멸망한 백제의 임시 왕으로 추대되어 귀국하자 그는 왜국에 남았다. 그러나 663년 백제 부흥군이 참패하고 부여풍이 고구려로 도주하자 그의 입지는 좁아졌다. 이후 명목상의 왕위 계승자로만 존재하였다. 미야자키현에 정착한 정가왕과 복지왕이 그의 후손이라는 설이 있다.

## 가계
- 부왕 : 풍왕(豊王)
- 모후 : 다씨(多氏)
  - 부인 : 미상
    - 아들 : 미상
      - 손자 : 정가왕(禎嘉王, ? ~718년)
        - 증손 : 복지왕(福智王, 생몰년 미상)
        - 증손 : 화지왕(華智王, ? ~718년)
        - 증손 : 백지왕(伯智王)

## 같이 보기
- 정가왕
- 복지왕
- 화지왕